# Gamania
 (juillet 2021).
Si vous disposez d'ouvrages ou d'articles de référence ou si vous connaissez des sites web de qualité traitant du thème abordé ici, merci de compléter l'article en donnant les références utiles à sa vérifiabilité et en les liant à la section « Notes et références ».
Gamania Digital Entertainment Co., Ltd. (Gamania) est une société de jeux en ligne pour PC et de divertissement numérique dont le siège est situé à Taipei, à Taiwan. C'est la première marque taïwanaise de jeux en ligne à s'étendre à l'échelle mondiale, avec des succursales à l'étranger qui publient et développent des contenus de divertissement numérique à Tokyo, Séoul, Shanghai, Pékin et Hong Kong. Elle envisage également d'ouvrir des succursales en Amérique du Nord et en Europe en 2010.
Gamania compte plus de 10 millions de membres inscrits dans le monde entier, à partir de jeux en ligne coréens pour PC tels que Lineage, MapleStory, Counter-Strike Online et Kart Rider. Ses filiales de développement produisent des MMOG tels que Bright Shadow (en) et Zodiac (Lucent Heart au Japon), qui a reçu le prix du meilleur nouveau jeu en 2008 par les WebMoney Awards.
L'activité principale de Gamania est actuellement le jeu en ligne sur PC, mais elle vise à se diversifier dans d'autres domaines du divertissement numérique. Son centre de création a produit de nombreux projets d'animation primés. Une série d'animation coproduite avec Cartoon Network, Hero: 108, a été lancée en Amérique du Nord et en Europe en 2010.
Gamania est cotée à la bourse de Taïwan (Code# 6180).
Depuis 2012, Gamania s'est recentrée sur le marché local de Taïwan, de la Corée du Sud et du Japon et a donc fermé les services Beanfun aux États-Unis et en Europe.